# سیارک ۱۳۵۵۴
سیارک ۱۳۵۵۴ (به انگلیسی: 13554 Decleir، نامگذاری:1992JL1)۱۳۵۵۴مین سیارک کشف شده‌است که در ۰۸ مه ۱۹۹۲ کشف شد.